# Pachyolpium erratum
Pachyolpium erratum är en spindeldjursart som beskrevs av Beier 1931. Pachyolpium erratum ingår i släktet Pachyolpium och familjen Olpiidae. Inga underarter finns listade i Catalogue of Life.